# Meze
Meze je priimek več znanih Slovencev:
- Anita Meze (1913—1980), sopranistka, operna in koncertna pevka
- Drago Meze (1926—2003), geograf